# Igaz legenda
A Igaz legenda (hagyományos kínai: 蘇乞兒, egyszerűsített kínai: 苏乞儿, pinjin: Su Qi-Er, magyaros átírással Szu Csi-er, angol címén True Legend) egy 2010-ben bemutatott kínai-hongkongi wire-fu harcművészeti film, melyet  Jűn Vó-pheng (Yuen Woo-ping) rendezett, aki 14 év szünet után tért vissza a rendezői székbe. A rendező a vu-hszia (wuxia) műfajába sorolja a filmet. A főbb szerepekben Vincent Zhao, Csou Hszün (Zhou Xun), Andy On, Jay Chou és Michelle Yeoh látható. Kisebb szerepben David Carradine is feltűnik, akinek ez volt az egyik utolsó filmje halála előtt.

## Történet
Su Can (Vincent Zhao) megmenti a herceg életét, ezért jutalmul az felajánlja neki az egyik tartomány kormányzói címét, ám a bátor tábornok inkább hazamenne feleségül venni fogadott testvére, Yuan (Andy On) húgát, így a herceg Yuannak adja a kormányzói címet. Su testvéreként szereti Yuant, az azonban gyűlöli a férfit és annak apját, aki őt és húgát is felnevelte, mert annak idején Su apja ölte meg Yuan apját, aki gonosz célokra használta félelmetes kungfuképességeit. Yuan bosszút áll és megöli Su apját, majd magával Suval is végezni akar. A férfi a folyóba zuhan, kétségbeesett asszonya (Yuan húga) utána ugrik, hátrahagyva kisfiúkat, akit Yuan vesz magához és láncra ver. Su és felesége Ying egy elhagyatott hegyen kötnek ki, ahol egy javasasszony (Michelle Yeoh) viseli a súlyosan sérült, haldokló férfi gondját. A lassan gyógyuló Su a hegyen találkozik a Vusu Istenével (Jay Chou), akinek segítségével továbbfejleszti harci képességeit. Felesége őrültnek hiszi a férfit, ezért elindul, hogy egyedül szabadítsa ki kisfiát. Su későn érkezik utána, bár a kisfiút megmenti és legyőzi Yuant, az asszonyt, akit saját bátyja élve eltemetett, már későn találja meg; az asszony megfulladt a föld alá temetett ládában. A kisfiával félőrülten bolyongó Sura egy régi bajtársa talál rá, aki elmondja neki, hogy külföldiek halomra verik a kínai harcosokat, így megalázva a kínai népet. Su egy fogadóban a Részeges Isten (Jay Chou) segítségével elsajátítja a részeges kungfut, mellyel legyőzi a hivalkodó külföldi harcosokat.

## Fogadtatás
A kritikusok általánosságban véve dicsérték a harcjeleneteket, a kiváló koreográfiát, de a történetet értelmetlennek, összefüggéstelennek és követhetetlennek találták és túl soknak tartották a CGI-effekteket. Azt is negatívumként értékelték, hogy a film túlságosan is hasonlít Jet Li Félelem nélkül című filmjéhez, melyet Woo-ping koreografált.

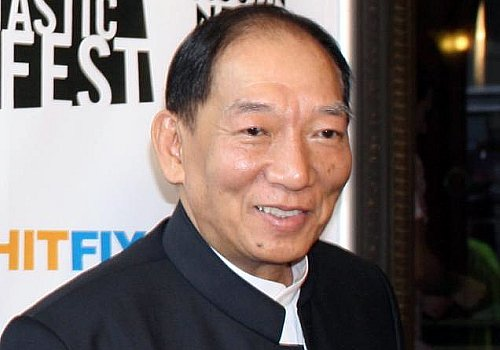
Jűn Vó-pheng (Yuen Woo-ping) a film bemutatóján a 2010-es Fantastic Fest-en